# Roßlenbruch
Roßlenbruch ist eine aus einer Hofschaft hervorgegangene Ortslage in der Stadt Leichlingen (Rheinland) im Rheinisch-Bergischen Kreis.

## Lage und Beschreibung
Roßlenbruch liegt an der ehemaligen Trasse der Landesstraße L288 an der Kreuzung der Straßen Moltkestraße, Immigrather Straße, Unterschmitte und Roßlenbruch (letzte beide Namen für Abschnitte der Landesstraße) am westlichen Rand von Leichlingen an der Stadtgrenze zu Langenfeld (Rheinland). Der Name Roßlenbruch der in der ersten Hälfte des 20. Jahrhunderts noch eigenständig liegende Ortschaft findet sich nur noch als Straßenbezeichnung wieder, der Ursprungsort ist der geschlossenen Wohn- und Gewerbebebauung aufgegangen.
Westlich von Roßlenbruch verläuft die Bundesautobahn 3. Dazwischen befindet sich südlich der Immigrather Straße das Naturschutzgebiet Riedbachaue, in dem der Galkhauser Bach entspringt. Nördlich von Roßlenbruch liegt an der ehemaligen Landesstraße der Wohnplatz Unterschmitte, südlich der Wohnplatz Förstchen. Südöstlich grenzt der Wohnplatz Windfahne an den Ort.
Weitere benachbarte, zumeist die in westliche Vorstadt Leichlingens aufgegangene Orte sind Kellerhansberg, Scheeresberg, Kaltenberg, Brückerfeld, Bremsen, Zwei Eichen, Altenhof, Bockstiege und Bahnhof.

## Geschichte
Roßlenbruch wurde erstmals 1446 als Rosselbruch urkundlich erwähnt, dann 1466 als Raisselbroich. Möglicherweise stammt der Name von einer Person namens Rocilo ab, Bruch ist eine häufige Bezeichnung für ein sumpfiges Gelände.
Roßlenbruch lag an der Sandstraße, einer Altstraße von Aufderhöhe nach Opladen. Die Karte Topographia Ducatus Montani aus dem Jahre 1715 zeigt vier Höfe unter dem Namen Rosselenbruch. Im 18. Jahrhundert gehörte der Ort zum Kirchspiel Leichlingen im bergischen Amt Miselohe. Die Topographische Aufnahme der Rheinlande von 1824 zeigt den Ort als Roslenbrug und die Preußische Uraufnahme von 1844 verzeichnet ihn als Rosslenbruch, die Leichlinger Gemeindekarte von 1830 als Rossebruch.
1815/16 lebten 70 Einwohner im Ort. 1832 gehörte Roßlenbruch unter dem Namen Roßlenbroich der Bürgermeisterei Leichlingen an. Der laut der Statistik und Topographie des Regierungsbezirks Düsseldorf als Hofstadt kategorisierte Ort besaß zu dieser Zeit eine Schule, sieben Wohnhäuser und sechs landwirtschaftliche Gebäude. Zu dieser Zeit lebten 68 Einwohner im Ort, davon drei katholischen und 65 evangelischen Glaubens.
Im Gemeindelexikon für die Provinz Rheinland werden 1885 19 Wohnhäuser mit 107 Einwohnern angegeben. 1895 besitzt der Ort 19 Wohnhäuser mit 93 Einwohnern, 1905 25 Wohnhäuser und 163 Einwohner.
Ab Mitte des 20. Jahrhunderts schlossen sich die Lücken in der Wohn- und Gewerbebebauung mit den benachbarten Wohnplätzen und Roßlenbruch wurde Teil der westlichen Vorstadt Leichlingens.